# 나가쓰카 다쿠마
나가쓰카 다쿠마(일본어: 永塚 拓馬, 1991년 10월 4일~)는 일본의 남성 성우이자, 가수이다.